# Deaton Gabbard
Deaton Edward Gabbard ist ein US-amerikanischer Schauspieler und Filmschaffender.

## Leben
2017 begann Gabbard ein Studium an der Eastern Kentucky University, das er 2019 mit einem Bachelor-Abschluss beendete. Kenntnisse im Schauspiel erwarb er unter anderen an der Houde School of Acting.
Bereits 2015 debütierte er im Fernsehfilm Fifth Hollar in der Rolle des CIA-Agenten Dean Cane als Schauspieler. 2018 folgten Rollenbesetzungen in den Spielfilmproduktionen The Perfect One und The Reapers. Ab 2019 fungierte er neben dem Schauspiel auch als Produzent, Regisseur, Drehbuchautor und Filmeditor. Unter anderen produzierte er den Kurzfilm Russian Symphony, der am 5. Mai 2019 auf dem Slamdance Film Festival gezeigt wurde. Sein produzierter Kurzfilm Transitioning erschien am 8. August 2022 auf dem Mokkho International Film Festival. 2024 stellte er im Katastrophenfilm Earthquake Underground die Rolle des Grant dar. Im selben Jahr stellte er die Rolle des Bobby Garrett im Thriller Ganymede dar.

## Filmografie (Auswahl)

### Schauspiel
- 2015: Fifth Hollar (Fernsehfilm)
- 2018: The Perfect One
- 2018: The Reapers
- 2019: Black Jack (Kurzfilm)
- 2019: Russian Symphony (Kurzfilm)
- 2019: The Pain Trilogy (Miniserie, Episode 1x01)
- 2019: Psycho Nannies (Kurzfilm)
- 2019: The ChangeUp (Kurzfilm)
- 2019: Above Suspicion
- 2019: A Day at the Office (Kurzfilm)
- 2019: Catching Faith 2
- 2019: The House on Willard Street (Kurzfilm)
- 2020: Falling Out (Kurzfilm)
- 2020: Broken Vows
- 2020: The Pact
- 2020: Hunted (Kurzfilm)
- 2020: The Whittler
- 2020: Hereafter (Kurzfilm)
- 2020: The Real Road to Hollywood (Fernsehfilm)
- 2020: By Design (Fernsehfilm)
- 2020: Wicked Ones
- 2021: The Circle (Kurzfilm)
- 2021: The Dark: The Messenger (Miniserie)
- 2021: Snapped – Wenn Frauen töten (Snapped, Fernsehserie, Episode 28x22)
- 2021: Serendipity... (Kurzfilm)
- 2021: Damaged Goods
- 2021: The Demon Box (Kurzfilm)
- 2021: Luke: A Batwing Series (Fernsehserie, Episode 1x01)
- 2022: They See You
- 2022: Solomon’s Porch (Fernsehserie, Episode 1x04)
- 2023: Hell’s Half Acre
- 2023: Silent as the Grave
- 2023: Renegade: The Series (Fernsehserie, Episode 1x01)
- 2024: How to Pay for a Hillbilly Funeral
- 2024: Earthquake Underground
- 2024: Ganymede
- 2024: Bystanders
- 2024: Unnatural

### Produktion
- 2019: Black Jack (Kurzfilm)
- 2019: Russian Symphony (Kurzfilm)
- 2019: Goedele (Kurzfilm)
- 2019: Toujours Belle (Kurzfilm)
- 2020: Falling Out (Kurzfilm)
- 2020: Broken Vows
- 2020: Hunted (Kurzfilm)
- 2020: The Real Road to Hollywood (Fernsehfilm)
- 2020: The Courage of Beauty (Kurzfilm)
- 2021: The Circle (Kurzfilm)
- 2021: The Demon Box (Kurzfilm)
- 2021: Au revoir, monstre (Kurzfilm)
- 2022: Transitioning (Kurzfilm)

### Filmschaffender
- 2019: Black Jack (Kurzfilm; Regie, Drehbuch)
- 2019: The ChangeUp (Kurzfilm; Drehbuch)
- 2019: The House on Willard Street (Kurzfilm; Regie, Drehbuch)
- 2020: Falling Out (Kurzfilm; Drehbuch, Filmschnitt)
- 2020: Broken Vows (Regie, Drehbuch, Filmschnitt)
- 2020: The Real Road to Hollywood (Fernsehfilm; Drehbuch)
- 2020: Hunted (Kurzfilm; Regie, Drehbuch, Filmschnitt)
- 2021: The Circle (Kurzfilm; Filmschnitt)
- 2021: The Demon Box (Kurzfilm; Filmschnitt)